# Bugusalja
Bugusalja (románul: Merișoru), falu Romániában, Maros megyében.

## Története
Mezőbodon község része. A trianoni békeszerződésig Torda-Aranyos vármegye Marosludasi járásához tartozott.

## Népessége
2002-ben 124 lakosa volt, ebből 114 magyar és 10 román nemzetiségű.

## Vallások
A falu lakói közül 19-en ortodox, 3-an adventista és 100-an református hitűek.